# Benoît-Dominique de La Soujeole
Benoît-Dominique de La Soujeole (Tolosa, 21 agosto 1955) è un presbitero e teologo francese dell'Ordine dei Predicatori.
Presiedette la commissione d'indagine per la canonizzazione di Victor-Alain Berto, il teologo privato di Mons. Marcel Lefebvre durante il Concilio Vaticano II.

## Biografia
Dopo aver lavorato come giudice istruttore per due anni e mezzo, Benoît-Dominique de La Soujeole è entrato nell'Ordine domenicano nel 1984 ed è stato ordinato sacerdote sette anni dopo. Conseguito il dottorato in teologia nel 1997, è stato professore di teologia dogmatica all'Università di Friburgo dal 1999 al 2021. Il suo campo di studi comprende la teologia fondamentale sul mistero della Chiesa e dei sacramenti e le questioni ecumeniche, oltreché la mariologia.
È stato priore dell'Albertinum, il convento di studio domenicano di Friburgo.
Nel 2004 ha contribuito a fondare l'Istituto Philanthropos di Friburgo. Bruno Bouvet, giornalista del quotidiano La Croix, lo considera uno specialista in ecclesiologia. Per Benoît-Dominique de La Soujeole:
Nominato nel 2013 dalla Pontificia commissione "Ecclesia Dei" commissario pontificio coon l'incarico di supportare le Suore domenicane dello Spirito Santo, è stato bruscamente allontanato dalla stessa commissione nel 2016. Nel 2021, il cardinale Marc Ouellet, che era stato incaricato da papa Francesco di recarsi in visita apostolica presso questa istituzione, ha visto questo disconoscimento di Benoît-Dominique de La Soujeole come un grave errore. Anche il Papa ha riconosciuto un fallimento da parte della Curia romana in una lettera ai domenicani del 23 dicembre 2021.
Il 17 dicembre 2016, papa Francesco lo ha nominato consultore della Congregazione per l'educazione cattolica.
Nel giugno 2022 è stato nominato membro dell'Eucharistein insieme a Maria Carmen Avila, RC, per seguire la comunità per un anno.
Il 2 gennaio 2023 è stato eletto priore provinciale della provincia Domenicana della Svizzera, succedendo a Guido Vergauwen. Nel febbraio 2024, questa provincia è stata integrata nella Provincia domenicana di Francia, ponendo di fatto fine al suo mandato.
Nel maggio 2024, insieme a Françoise Mathieu, badessa di Rosans, compì una visita apostolica ai Canonici regolari della Madre di Dio per "accompagnare la loro crescita, rispondere alle questioni attuali e risolvere le difficoltà degli ultimi anni", nonché per risolvere i dissensi legati all'eredità del loro fondatore

## Controversie
Si è opposto al conferimento del dottorato honoris causa a Judith Butler da parte dell'università nel 2014. Secondo La Liberté, ha dichiarato.

## Pubblicazioni
- Le sacrement de la communion. Essai d'ecclésiologie fondamentale, Paris, Ed. du Cerf, 1998, 406 p.
- Eléments pour une spiritualité de l'Eglise, Ed. Parole et Silence, 2006, 192 p.
- Introduction au mystère de l’Église, Parole et Silence, coll. « Bibliothèque de la revue thomiste », novembre 2006, 651 p. (ISBN 9782845735309)
- Initiation à la théologie mariale, Parole et Silence, coll. « Bibliothèque de la revue thomiste », novembre 2007, 265 p.
- La vie consacrée dans le mystère du Christ et de l'Église, Paris, Parole et Silence, coll. « Bibliothèque de la revue thomiste », 2020, 296 p.
- Paternités et fraternités spirituelles, Cerf, janvier 2021 (ISBN 9782204141703)
- Le mystère de la prédication, Parole et Silence, juillet 2021 (ISBN 9782889593040)
- Paternités et fraternités spirituelles, Cerf, janvier 2021 (ISBN 9782204141703)